# Achille Occhetto

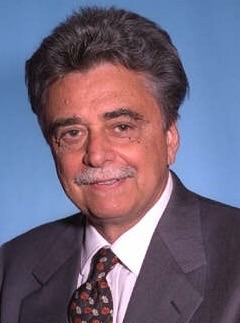
Achille Occhetto

Achille Occhetto (născut la 3 martie 1936, Torino, Italia) este un om politic italian, membru al Parlamentului European în perioada 2004 - 2009 din partea Italiei.
Occheto este unul din membrii marcanți ai Partidului Comunist Italian. Occheto este ateu.